# Oldallap
Az oldallap vagy káva egy kb. 1-2 mm széles furnérlemez, ami a vonós- és a gitárszerű pengetős hangszereknél a tetőt és a hátlapot kapcsolja össze. Az oldallap az adott hangszer kontúrjának megfelelően van meghajlítva, legalább kettő, néha több darabból összeállítva. Az oldallapok egymáshoz illesztését a test belsejében lévő tőkék segítik elő. A vonósoknál és sok gitárféleségnél a nyak is az oldallapon keresztül ilyen tőkébe van beillesztve, a húrtartó is valójában egy tőkéhez csatlakozik. A tető és a hátlap csatlakozását az oldallapok szélein belül végigfutó hajlított ragasztólécek teszik lehetővé.
Az oldallap anyaga szinte mindig megegyezik a hátlapéval, legtöbbször keményfa.